# Уральский музыкальный колледж
Уральская специальная музыкальная школа (колледж) — музыкальное учебное заведение в Екатеринбурге, основанное в 1943 году как школа-десятилетка при Уральской государственной консерватории имени М. П. Мусоргского. Современное название носит с 1 апреля 2019 года.

## Описание
Представляет собой учебное заведение с программой непрерывного профессионального музыкального образования. Полный цикл обучения (12 лет) объединяет начальное, основное общее и среднее профессиональное музыкальное образование. Обучение ведётся на 5 отделениях по 20 специальностям и является бесплатным. Выпускники получают диплом о среднем профессиональном образовании.
Многие учащиеся и выпускники колледжа являются лауреатами всероссийских и международных конкурсов.

## История
Создана в 1943 году как средняя музыкальная школа при Свердловской консерватории, после эвакуации в Свердловск коллектива Киевской консерватории. Первый директор — И. Д. Глезер, под руководством которого в школе обучался Н. Л. Штаркман.